# Dirkshorn
Dirkshorn (52° 45′ N, 4° 47′ L) é uma cidade dos Países Baixos, na província de Holanda do Norte. Dirkshorn pertence ao município de Schagen, e está situada a 9 km, a norte de Heerhugowaard.
Em 2001, a cidade de Dirkshorn tinha 1051 habitantes. A área urbana da cidade é de 0.31 km², e tem 434 residências. 
A área de Dirkshorn, que também inclui as partes periféricas da cidade, bem como a zona rural circundante, tem uma população estimada em 1610 habitantes.